# Shitan, Hechuan
Shitan (kinesiska: 狮滩) är en köping i sydvästra Kina. Den ligger i stadsdistriktet Hechuan i storstadsområdet Chongqing, omkring 57 kilometer norr om det centrala stadsdistriktet Yuzhong. Antalet invånare är 19 375. Befolkningen består av 9 396 kvinnor och 9 979 män. Barn under 15 år utgör 16,0 %, vuxna 15-64 år 66 %, och äldre över 65 år 17,0 %.